# Карцев, Денис Валерьевич
Денис Валерьевич Карцев (род. 25 апреля 1976, Москва) — российский хоккеист, нападающий. Мастер спорта России международного класса.

## Биография
Воспитанник СДЮШОР «Динамо» Москва. Начинал играть во второй команде «Динамо», дебютировав в сезоне 1993/94. За «Динамо» провёл 11 сезонов (1994/95 — 2004/05). Выступал за «Ладу» Тоьятти (2005/06 — 2006/07), ХК МВД и «Торпедо» НН (2007/08). В КХЛ выступал за «Химик» Воскресенск и «Ладу» (2008/09) и «Сибирь» (2009/10). В своём последнем сезоне 2010/11 играл за белорусский «Металлург» Жлобин и в ВХЛ за «Молот-Прикамье» и «Крылья Советов».
Завершив карьеру, работал в МВД, играл в Российской товарищеской хоккейной лиге.
За сборную России сыграл три матча, забил один гол на Кубке «Чешске Пойиштёвны» (1999).

## Достижения
- Чемпион России (2000, 2005)
- Серебряный призёр России (1996, 1999)
- Обладатель Кубка МХЛ (1996)
- Финалист Кубка России (1998)
- Финалист Евролиги (1997, 1998, 1999).